# Jorge Iván Pérez
Jorge Iván Pérez (sinh ngày 23 tháng 5 năm 1990 ở Tandil, Buenos Aires) là một cầu thủ bóng đá người Argentina thi đấu ở vị trí tiền vệ. Hiện tại, anh đang thi đấu cho Aldosivi tại Primera B Nacional.

## Sự nghiệp
Pérez tập luyện ở học viện trẻ Independiente. Trận đấu đầu tiên của anh là thất bại 2-0 trước Rosario Central năm 2008 khi anh mới 17 tuổi.
Anh là một phần của đội hình giành chức vô địch Copa Sudamericana 2010.
Ngày 8 tháng 4 năm 2011, anh ghi bàn thắng đầu tiên trong chiến thắng 3-0 trước Godoy Cruz Antonio Tomba. 
Năm 2011, Apertura ghi 2 bàn thắng đẹp mắt, một bàn trước All Boys, khi sút trái bóng từ ngoài vòng cấm địa, và một bàn khác vào lưới Olimpo de Bahia Blanca với chiến thắng 3 -0.

## Danh hiệu
| Danh hiệu         | Câu lạc bộ                  | Quốc gia  | Năm  |
| ----------------- | --------------------------- | --------- | ---- |
| Copa Sudamericana | Club Atlético Independiente | Argentina | 2010 |